# Bandiera della Bassa Sassonia
La bandiera della Bassa Sassonia è composta dalla bandiera della Repubblica Federale Tedesca in Schwarz-Rot-Gold, con lo stemma della Bassa Sassonia, leggermente spostato verso l'asta. Questa bandiera è la bandiera civile e statale. Una versione a doppia coda in rapporto 3:5 è usata come vessillo di stato.

## Storia
La bandiera della Bassa Sassonia fu introdotta il 1° maggio 1951 e resa ufficiale il 13 ottobre 1952. Dopo la Seconda guerra mondiale, per lo stato della Bassa Sassonia, che era costituito dalle entità precedentemente separate di Hannover, Brunswick, Oldenburg e Schaumburg-Lippe.

Hanover
Brunswick
Oldenburg
Schaumburg-Lippe

Fino al lancio ufficiale dell'attuale bandiera della Bassa Sassonia, le ex bandiere nazionali delle rispettive regioni venivano utilizzate nelle funzioni ufficiali. Parallelamente, è stato sviluppato un design che utilizzava la bandiera guelfa di Hannover con strisce orizzontali gialle e bianche con lo stemma al centro. Tuttavia, le parti non hannoveriane dello stato hanno rifiutato questo design. Oggi, le ex bandiere nazionali di Hannover, Brunswick, Oldenburg e Schaumburg-Lippe si vedono solo in occasione di eventi storici o popolari, come i festival.

Regno di Hannover (1837–1866)
Provincia di Hannover (1868–1946)
Stato di Hannover (1946)